# Pangasius kinabatanganensis
Pangasius kinabatanganensis es una especie de peces de la familia Pangasiidae en el orden de los Siluriformes.

## Morfología
• Los machos pueden llegar alcanzar los 23,8 cm de longitud total

## Distribución geográfica
Se encuentran en Asia: noreste de Borneo.